# La Opinión-El Comercio
La Opinión-El Comercio fue un periódico filipino editado en Manila entre 1926 y 1938.

## Historia
El diario nació en 1926 a través de la fusión de dos periódicos: La Opinión y El Comercio. La Opinión-El Comercio tenía su sede en Manila y se editaba íntegramente en lengua española. Mantuvo, además, una línea editorial independiente. En sus primeros años tuvo como director al escritor Rosauro Almario. Sin embargo el diario, en una época en que la prensa filipina en lengua española estaba en decadencia, terminaría desapareciendo. El último número es del 30 de septiembre de 1938.